# Romain Dumas
Pour les articles homonymes, voir Dumas.
 (avril 2024).
Si vous disposez d'ouvrages ou d'articles de référence ou si vous connaissez des sites web de qualité traitant du thème abordé ici, merci de compléter l'article en donnant les références utiles à sa vérifiabilité et en les liant à la section « Notes et références ».
Romain Dumas, né le 14 décembre 1977 à Alès (Gard), est un pilote automobile français. Après des débuts en karting puis monoplace, il est devenu un spécialiste de l'endurance, en GT et sport-prototype. Il a remporté les plus grandes courses de cette discipline, telles que les 24 Heures du Mans, les 24 Heures de Spa, les 24 Heures du Nürburgring ou encore les 12 Heures de Sebring. Il est pilote officiel Porsche depuis 2004. Pilote Audi entre 2009 et 2012 et Volkswagen Motorsport de 2017 à 2019, il est également pilote officiel Ford depuis 2022. 

## Biographie

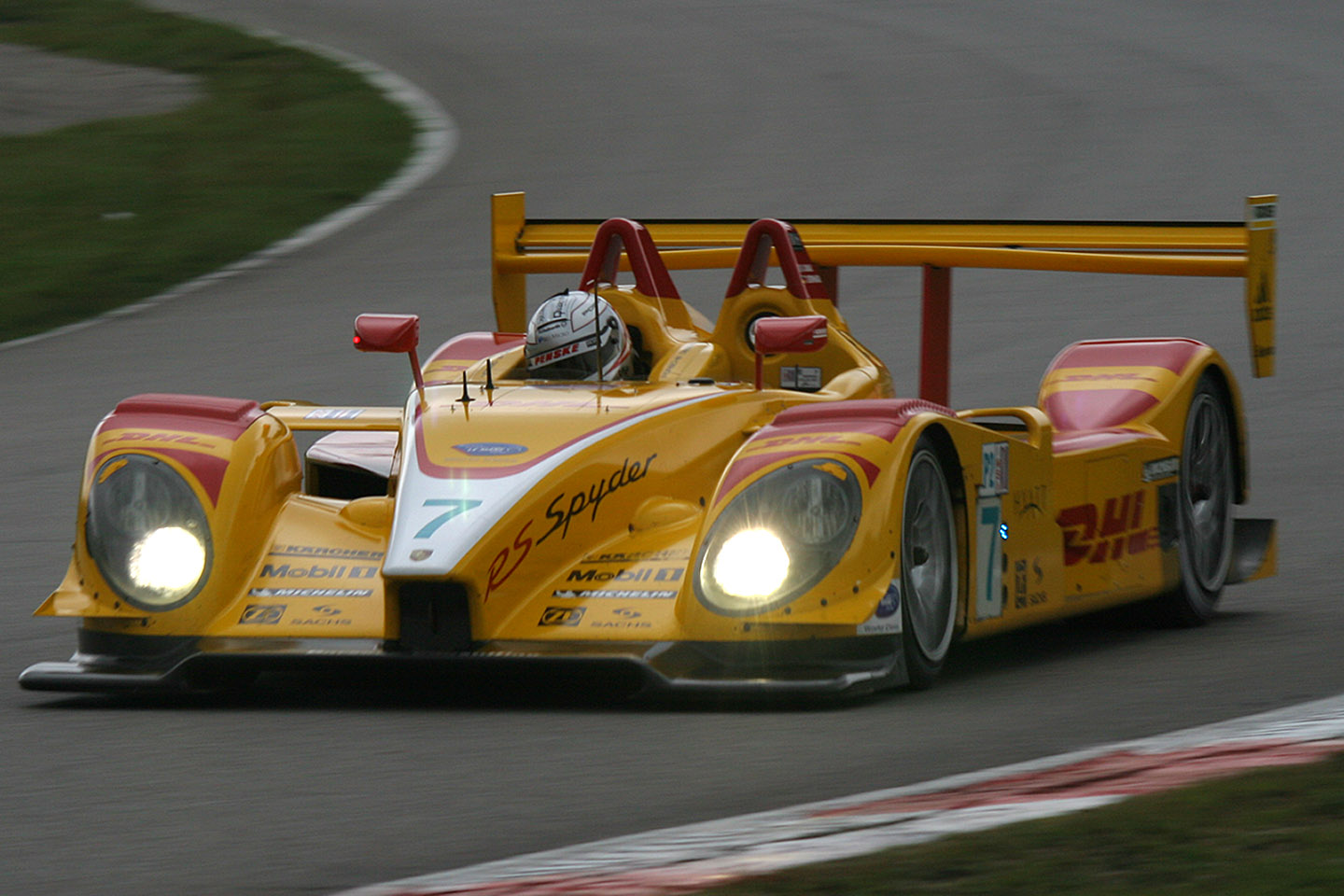
Romain Dumas en 2007 sur une Porsche RS Spyder de l'écurie Penske en ALMS.

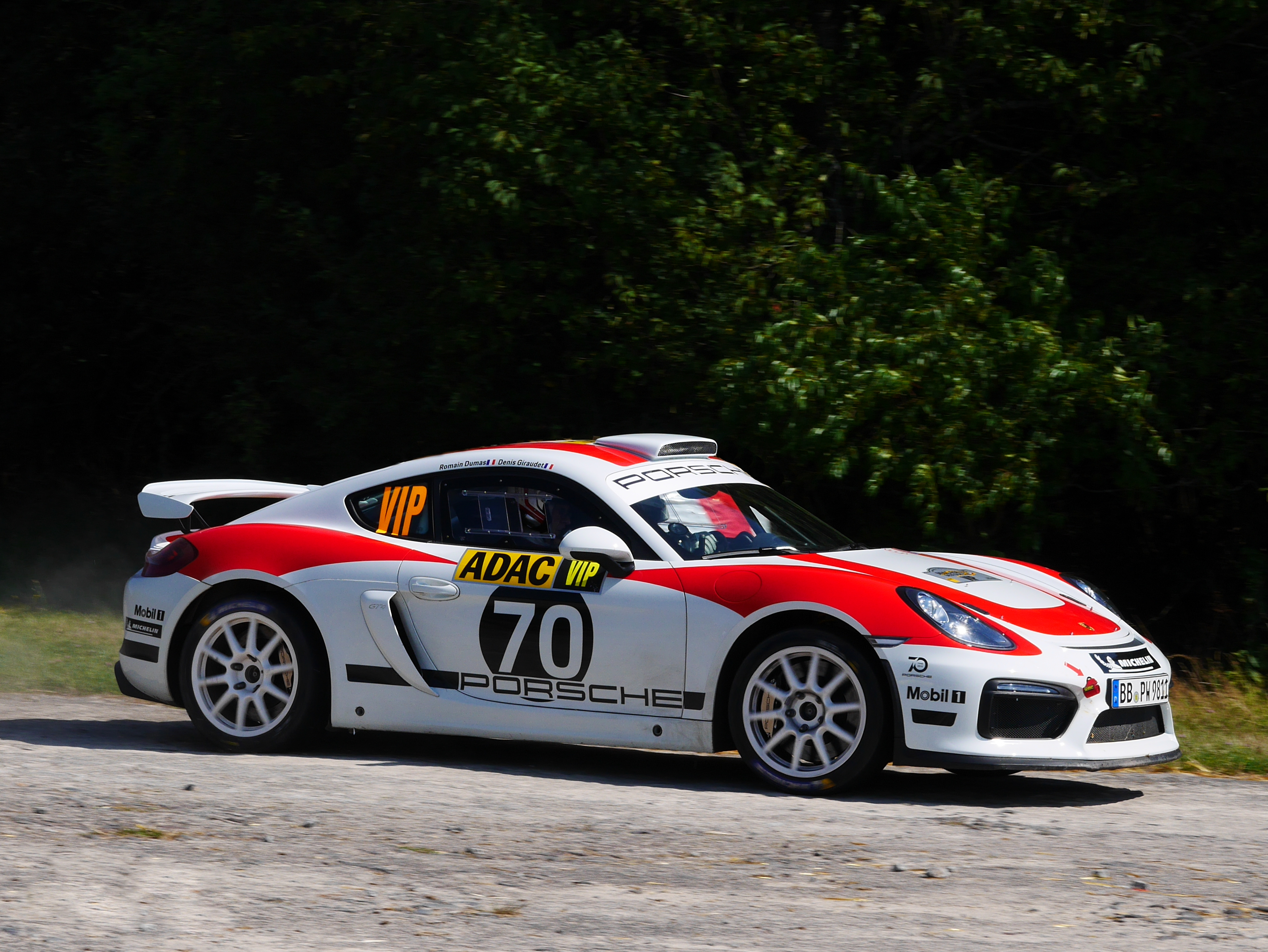
Romain Dumas avec Denis Giraudet comme copilote, dans une Porsche Cayman GT4 Rallye au Rallye d'Allemagne 2018.

### Débuts et parcours en monoplace
Romain Dumas découvre la compétition automobile par le biais du karting entre 1992 et 1993. Il gravit ensuite les échelons de la filière monoplace en commençant par le Volant Elf ACO qu'il remporte en 1994.
En 1995, il fait ses débuts en Formule Renault Campus, terminant quatrième avec une victoire, avant de disputer logiquement le championnat de France de Formule Renault durant deux saisons : neuvième en 1996, il se classe troisième en 1997 avec cinq victoires et neuf podiums. Après s'être engagé dans le Championnat de France de Formule 3 en 1998, il dispute la Formule Palmer Audi. Il revient alors en F3, avec une victoire et deux podiums pour finir sixième du classement général.
Sa carrière prend une nouvelle dimension en 2001 et 2002, lorsqu'il dispute le championnat Euro Formule 3000 : cinquième lors de sa première saison, il termine vice-champion à l'issue de la campagne suivante avec trois succès. Il est alors convié à des tests pour l'équipe de Formule 1 Renault. C'est à cette époque qu'il fait ses débuts en GT, que ce soit au Japon, en Super GT en tant que pilote officiel Toyota Team SARD, et en Europe avec Porsche, avec une victoire de catégorie à Estoril, dans le cadre de l'European Le Mans Series.
Une page se tourne, même si Romain Dumas aura d'autres occasions de rouler en monoplace. En 2004, il effectue un test avec Conquest Racing en Champ Car. En 2008, à la suite de ses succès en American Le Mans Series, Penske Racing l'invite à des essais en IndyCar.

### Succès en Endurance
Tandis qu'il s'illustre en monoplace, c'est en 2001 que Romain Dumas fait ses premiers pas en Endurance. Il débute cette même année aux 24 Heures du Mans, terminant deuxième de la catégorie GT avec Freisinger Motorsport, et meilleur rookie. Depuis lors, il a participé à chacune des éditions.
Porsche le repère après ses bons résultats en 2002, avec des succès de catégorie aux 1000km de Suzuka, aux 24 Heures de Spa et un nouveau podium GT au Mans. La marque allemande lui propose de courir en Porsche Carrera Cup Allemagne, dont il se classe troisième en 2003. Sa première place de classe à Petit Le Mans et surtout sa victoire générale aux 24 Heures de Spa finissent de convaincre Porsche qui l'engage comme pilote officiel à partir de 2004.
C'est maintenant aux États-Unis que le pilote natif d'Alès va s'exprimer. De 2004 à 2008, il dispute le championnat American Le Mans Series. Tout d'abord dans la catégorie GT2 : quatrième en 2004 avec deux victoires et six podiums et vice-champion en 2005 avec quatre victoires et six podiums. Ensuite en LMP2 : il est choisi par Porsche pour le retour de la marque en sport-prototype, via le Team Penske avec la Porsche RS Spyder. Troisième en 2006, il signe surtout une victoire générale à Mid-Ohio, la première pour Porsche depuis à ce niveau depuis 1998. 2007 sera l'année de tous les succès : huit en LMP2 dont six au classement général, face aux Audi R10 TDI, pourtant plus puissantes. Champion avec Timo Bernhard, il conservé son titre l'année suivante, avec quatre nouveaux succès dont deux au scratch, avec une victoire aux 12 Heures de Sebring, la première pour Porsche depuis vingt ans. Si le programme de Porsche en American Le Mans Series s'arrête fin 2008, il effectuera d'autres apparitions, y compris avec Muscle Milk Pickett Racing, avec qui il remporte le Grand Prix de Mosport 2010, pour la dernière victoire de la Porsche RS Spyder. En ALMS, il totalise 65 courses, 26 victoires, 47 podiums et 33 pole positions.
En parallèle, son palmarès s'enrichit aussi en Europe. En 2007, il remporte les 24 Heures du Nürburgring. Trois autres succès suivront, en 2008, 2009 et 2011, faisant de Romain Dumas le pilote français le plus victorieux dans cette épreuve. 
Il poursuit son parcours aux 24 Heures du Mans. Avec Emmanuel Collard et Jean-Christophe Boullion, il termine troisième en 2007 au volant de la Pescarolo no 16. Toujours pilote officiel Porsche, il évolue aussi sous les couleurs d'Audi dans la Sarthe. En 2010, il remporte les 24 Heures du Mans avec Timo Bernhard et Mike Rockenfeller. Il est également le second pilote, après Luigi Chinetti en 1949, à remporter les 24 Heures du Mans et les 24 Heures de Spa la même année.
Vainqueur des 6 Heures de Spa 2012 dans le cadre du Championnat du Monde d'Endurance, premier de la catégorie GT aux 24 Heures du Mans 2013, il est retenu par Porsche pour le retour de la marque dans la catégorie reine en 2014, avec la Porsche 919 Hybrid. Il signe le premier succès de ce prototype lors des 6 Heures de Sao Paulo. Troisième du championnat en 2015, avec une victoire aux 6 Heures de Bahreïn, il va connaître une saison 2016 très réussie : associé à Marc Lieb et Neel Jani, il remporte les 6 Heures de Silverstone et à nouveau les 24 Heures du Mans, sur Porsche 919 Hybrid. La semaine suivante, il s'impose sur la légendaire course de côte de Pikes Peak pour la deuxième fois. À la fin de la saison, il remporte avec ses deux coéquipiers le titre Pilotes du championnat du monde d'endurance.
Toujours pilote officiel Porsche, mais le constructeur ayant stoppé son programme en LMP1, il défend désormais les couleurs de la marque en GT, dans différents championnats tels que l’Intercontinental GT Challenge, le GT World Challenge Europe ou encore le VLN. Il est également régulièrement présent en sport-prototypes, ayant terminé troisième des 24 Heures de Daytona 2018 avec l' Oreca 07 de CORE Autosport. Présent avec Alpine aux 24 Heures du Mans 2017, il défend les couleurs de Rebellion Racing puis de la marque Glickhenhaus dans la catégorie reine.

### Victoires à Pikes Peak et records avec VW Motorsport
Romain Dumas dispute aussi de nombreuses compétitions dans d'autres disciplines. Il a ainsi participé à son premier rallye en 2007, avec une Porsche 911 GT3 RS type 996. Triple vainqueur du Grand Challenge, il a signé plusieurs podiums en Championnat de France des Rallyes avec une Porsche 911 GT3 RS type 997. Il a décroché six victoires au niveau international avec la Porsche 911 GT3 RS 4l RGT, dont quatre en 2017, synonymes de sacre dans la Coupe FIA RGT.
C'est aussi à Pikes Peak qu'il s'est illustré. Meilleur rookie et vainqueur de catégorie en 2012, il termine deuxième lors de l'édition la plus serrée de l'histoire (17 millièmes). Il revient en 2013 puis 2014 : il signe alors sa première victoire au classement général, avec un prototype Norma. De retour en 2016, il s'impose de nouveau, tout comme en 2017, avec la Norma MXX RD Limited, réalisant le deuxième meilleur chrono de l'histoire de l'épreuve. L'année suivante, Romain Dumas relève le défi proposé par Volkswagen Motorsport avec le prototype électrique ID.R. Il s'impose pour la quatrième fois, étant le pilote français le plus victorieux de l'épreuve. Il réalise surtout le nouveau record de la Pikes Peak International Hill Climb, surnommée la Course vers les nuages, passant sous la barre des huit minutes. Il revient en 2021 avec l'équipe Champion Racing et remporte la catégorie Time Attack 1 avec une Porsche 911 GT2 RS Club Sport. En 2023, il s'impose en Open Class avec le SuperVan électrique alignée par Ford Performance, terminant deuxième du classement général.
Toujours avec VW Motorsport, quelques semaines plus tard, il remporte la course de côte de Goodwood, signant le nouveau record électrique. En 2019, au volant de l'ID.R, il revient au Festival Of Speed, décroche une nouvelle victoire et boucle le nouveau record scratch, battant la performance de Nick Heidfeld, qui n'avait jamais été améliorée depuis 1999 avec la McLaren MP4-13. Toujours en 2019, il établit le record du Mont Tianmen en Chine, ainsi que le record électrique sur la Nordschleife, la boucle nord du Nürburgring.
En parallèle, Romain Dumas a participé à huit reprises au Rallye Dakar, terminant huitième et premier pilote privé en 2017 avec la Peugeot 3008 DKR.
Parmi ses records, il signe celui de la plus haute altitude atteinte avec un véhicule à quatre roues, atteignant 6734m avec une Porsche 911 modifiée spécialement, lors de l'ascension du volcan Ojos del Salado au Chili, en décembre 2023.  

### RD Limited
Romain Dumas a fondé son équipe de course fin 2007, d'abord sous le nom de RD Rallye Team, puis RD Limited, un label qui conçoit et développe des Porsche de rallye, mais aussi d'autres voitures de compétition. RD Limited est ainsi devenu la première entité à homologuer une Porsche dans la catégorie R-GT, la 911 GT3 RS 4,0l, qui a débuté au Rallye d'Alsace 2014, dans le cadre du Championnat du Monde des rallyes. L'écurie s'engage depuis plusieurs années à Pikes Peak. Avec elle, Romain Dumas a signé trois de ses quatre succès, le team étant à l'origine du développement spécifique de la Norma MXX. L'équipe a engagé d'autres pilotes, tels que Vincent Beltoise, vainqueur de la catégorie Time Attack en 2014, ou Raphaël Astier, meilleur rookie en 2016, vainqueur et recordman de la catégorie Time Attack en 2019.
RD Limited s'engage régulièrement en rallyes, en Championnat de France, Coupe de France, que ce soit dans les épreuves dites modernes ou VHC. 
Le team a par ailleurs développé le buggy DXX pour le Rallye Dakar. Cette voiture a débuté lors de l'édition 2020. Depuis, la structure gère l'engagement de Rebellion Racing dans cette épreuve, avec notamment des Toyota Hilux. L'équipe œuvre aussi en R&D pour différentes entreprises et constructeurs impliqués dans le monde de l'automobile.

## Carrière

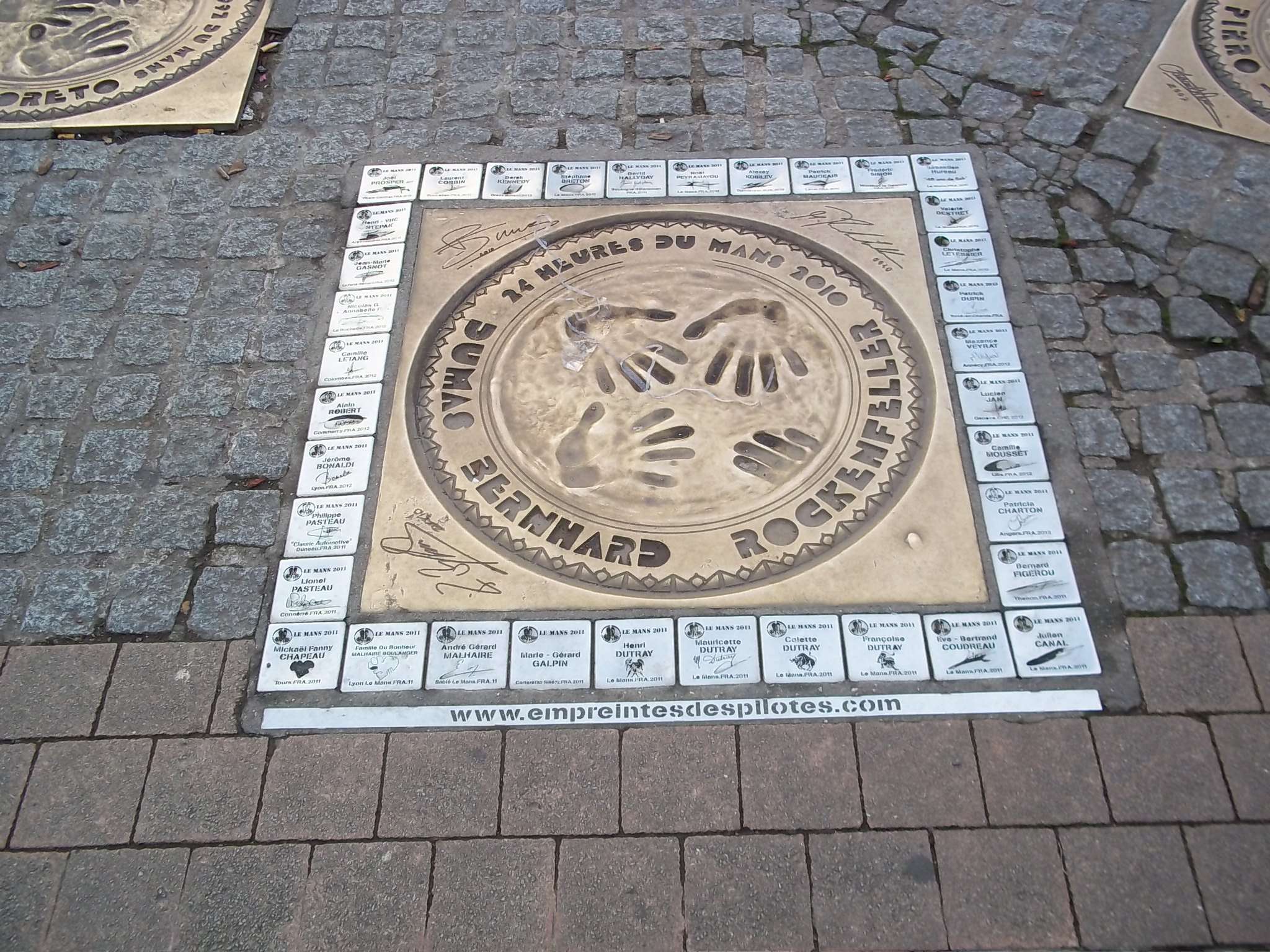
Empreintes des vainqueurs des 24 heures 2010 - Walk of fame - Le Mans.

- 1992 à 1994 : karting - onze victoires
- 1994 : Vainqueur du Volant Elf
- 1995 : 4e de la Coupe Renault Elf Campus - Victoire à Monza
- 1996 : Championnat de France Formule Renault
- 1997 :
  - Championnat de France Formule Renault - 3e - 5 victoires
  - Tournée asiatique - Victoire à Zhuhai et 2e à Macao
- 1998 : Championnat de France Formule 3 - 5 courses
- 1999 :
  - Championnat Formule Palmer Audi
- 2000 : Championnat de France Formule 3 - 6e - 1 victoire
- 2001 :
  - Euro Formule 3000 - 5e
  - Championnat JGTC Japon - Pilote officiel Toyota ;
  - 24 Heures du Mans - 7e au général - 2e de la catégorie GT, meilleur « Rookie » ;
  - LMES - 1er catégorie GT à Estoril et 2e à Vallelunga
- 2002 :
  - 24 Heures de Daytona - 3e de la catégorie GT ;
  - 1 000 km Suzuka - 1er catégorie GT ;
  - 24 Heures du Mans - 2e de la catégorie GT ;
  - 24 Heures de Spa - 3e au général - Victoire en GT ;
  - FIA GT - Victoire à Donington - 2e à Estoril ;
  - Euro Formule 3000 -  Vice-champion - 3 victoires ;
  - Test Formule 1 avec Renault à Barcelone
- 2003 : Pilote officiel Porsche
  - Championnat Porsche Deutsch Carrera Cup - 3e (trois victoires) ;
  - 24 Heures de Spa : Vainqueur sur une Porsche 911 GT3-RSR de l'écurie Freisinger Motorsport
  - 24 Heures du Mans - Pilote officiel Nasamax ;
  - 12 Heures de Sebring - Pilote officiel Nasamax ;
  - American Le Mans Series au Petit Le Mans (USA) - 1er de la catégorie GT
- 2004 : Pilote Usine Porsche
  - Championnat American Le Mans Series - 4e (deux victoires, quatre pole positions) ;
  - 24 Heures du Mans - 3e de la catégorie GT ;
  - LMES à Monza - 1er catégorie GT ;
  - LMES à Silverstone - Pilote officiel Nasamax - 5e cat LMP1 ;
  - LMES à Spa Francorchamps - Pilote officiel Nasamax ;
  - 24 Heures de Spa - 3e au général - 1er de la catégorie NGT ;
  - Test Champcar avec le Mi-Jack Conquest Racing
- 2005 : Pilote Usine Porsche
  - Championnat American Le Mans Series - 2e (quatre victoires, trois pole positions) ;
  - 24 Heures du Mans - 4e de la catégorie GT ;
  - Pilote de développement GP2 Series pour Renault Sport ;
  - Début des tests Porsche LMP2 sur le Proto RS-Spyder ;
- 2006 : Pilote Usine Porsche
  - Championnat American Le Mans Series - Porsche Spyder RS ; 3e en catégorie LMP2 (quatre victoires, quatre pole positions, Victoire historique au général à Mid-Ohio)
  - Développement GP2 Series pour Renault Sport ;
  - 24 Heures du Mans - Pilote officiel Porsche (IMSA Performance) ;
  - 24 Heures de Spa - Pilote officiel Porsche (EbiMotors)
- 2007 : Pilote usine Porsche
  - 24 Heures de Daytona ;
  - 24 Heures du Nürburgring : Vainqueur sur une Porsche 911 GT3-RSR de l'écurie Manthey Racing
  - 24 Heures du Mans - Pilote Pescarolo Sport. 3e au général ;
  - Championnat American Le Mans Series - Porsche Spyder RS ; champion de la catégorie LMP2 (huit victoires dont six au général et quatre pole positions)
  - VLN au Nürburgring - Manthey Racing - deux abandons et deux victoires
- 2008 : Pilote usine Porsche
  - Championnat American Le Mans Series - Porsche Spyder RS ; champion de la catégorie LMP2
  - 12 Heures de Sebring : Vainqueur (avec Emmanuel Collard et Timo Bernhard)
  - 24 Heures du Nürburgring : Vainqueur sur une Porsche 911 GT3-RSR de l'écurie Manthey Racing
  - Vainqueur Grand Challenge (Rallye/Circuit)
- 2009 : Pilote usine Porsche et Pilote officiel Audi
  - Championnat Rolex Sports Car Series : 4e ;
  - 24 Heures du Nürburgring : Vainqueur sur une Porsche 911 GT3-RSR de l'écurie Manthey Racing
  - Vainqueur Grand Challenge (Rallye/Circuit)
- 2010 : Pilote usine Porsche et Pilote officiel Audi 
  - 24 Heures du Mans : Vainqueur ;
  - 24 Heures de Spa : Vainqueur sur une Porsche 997 GT3-RSR de l'écurie BMS Scuderia Italia
  - Vainqueur du Grand Prix de Mosport
- 2011 :
  - 24 Heures du Nürburgring : Vainqueur sur une Porsche 911 GT3-RSR de l'écurie Manthey Racing
- 2012 :
  - Vainqueur des 6 Heures de Spa sur une Audi R18 ultra d'Audi Sport Team Joest
  - Pikes Peak International Hill Climb : 2e scratch, 1er Class Open sur une Porsche 911 GT3 R
  - Vainqueur Grand Challenge (Rallye/Circuit)
- 2013 :
  - Vainqueur de la catégorie GT Pro des 24 Heures du Mans 2013
  - Vainqueur du rallye régional des camisards (Gard)
  - Vainqueur du Rallye de Grasse
- 2014 :
  - Vainqueur de la Pikes Peak International Hill Climb
  - Vainqueur des 6 Heures de São Paulo sur Porsche 919 Hybrid
  - Vainqueur R-GT Rallye de France-Alsac
  - Vainqueur R-GT Tour de Corse ERC
- 2015 :
  - Vainqueur des 6 Heures de Bahrein sur Porsche 919 Hybrid
- 2016 :
  - Vainqueur des 6 Heures de Silverstone sur Porsche 919 Hybrid
  - Vainqueur des 24 heures du Mans avec Marc Lieb et Neel Jani sur Porsche 919 Hybrid
  - Champion du Monde d'Endurance FIA avec Marc Lieb et Neel Jan sur Porsche 919 Hybrid
  - Vainqueur de la Pikes Peak International Hill Climb
  - Vainqueur du Tour de Corse Historique (Porsche)
- 2017 :
  - Vainqueur de la Pikes Peak International Hill Climb (Norma MXX)
  - Vainqueur de la Coupe du Monde FIA R-GT (Porsche)
- 2018
  - Vainqueur de la PPIHC avec la Volkswagen ID Numéro 94, il bat le précédent record de Sébastien Loeb.
  - Vainqueur du Festival de vitesse de Goodwood avec la Volkswagen ID
- 2019
  - Vainqueur et recordman du Festival de vitesse de Goodwood avec la Volkswagen ID
  - Recordman electric sur le Nürburgring
  - Recordman de la montée du Mont Tianmen
- 2020
  - 4e des 24 Heures du Mans avec Rebellion Racing
- 2021
  - Vainqueur en catégorie Time Attack 1 de la PPIHC
- 2022
  - 3e des 1000 Miles de Sebring avec Glickengaus Racing
  - Pole position aux 6 Heures de Monza avec Glickengaus Racing
- 2023
  - Vainqueur en catégorie Open de la PPIHC avec Ford Performance
  - Record d'altitude sur le volcan Ojos del Salado, au Chili
- 2024
  - Vainqueur (sa 5e victoire sur l'épreuve) de la PPIHC sur une voiture électrique Ford F-150 Lightning.
- 2025
  - Vainqueur en catégorie Open de la PPIHC avec Ford Performance

## Résultats aux 24 Heures du Mans
| Année | Classe   | No  | Pneumatique | Vehicule                                            | Ecurie                          | Équipiers                                 | Tours | Pos.    | Class Pos. |
| ----- | -------- | --- | ----------- | --------------------------------------------------- | ------------------------------- | ----------------------------------------- | ----- | ------- | ---------- |
| 2001  | GT       | 77  | Y           | Porsche 911 GT3-RS Porsche 3.6L Flat-6              | Freisinger Motorsport           | Gunnar Jeannette Philippe Haezebrouck     | 282   | 7       | 2e         |
| 2002  | GT       | 80  | D           | Porsche 911 GT3-RS Porsche 3.6L Flat-6              | Freisinger Motorsport           | Sascha Maassen Jörg Bergmeister           | 321   | 17      | 2e         |
| 2003  | LMP900   | 14  | G           | Reynard 01Q Cosworth XDE 2.7L Turbo V8 (Bioethanol) | Team Nasamax McNeil Engineering | Robbie Sterling Werner Lupberger (en)     | 138   | Abandon | Abandon    |
| 2004  | GT       | 85  | D           | Porsche 911 GT3-RSR Porsche 3.6L Flat-6             | Freisinger Motorsport           | Stéphane Ortelli Ralf Kelleners           | 321   | 13      | 3e         |
| 2005  | GT2      | 76  | M           | Porsche 911 GT3-RS Porsche 3.6L Flat-6              | IMSA Performance                | Raymond Narac Sébastien Dumez             | 322   | 15      | 4          |
| 2006  | GT2      | 76  | M           | Porsche 911 GT3-RSR Porsche 3.8L Flat-6             | IMSA Performance Matmut         | Raymond Narac Luca Riccitelli             | 211   | Abandon | Abandon    |
| 2007  | LMP1     | 16  | M           | Pescarolo 01 Judd GV5.5 S2 5.5L V10                 | Pescarolo Sport                 | Emmanuel Collard Jean-Christophe Boullion | 358   | 3e      | 3e         |
| 2008  | LMP1     | 16  | M           | Pescarolo 01 Judd GV5.5 S2 5.5L V10                 | Pescarolo Sport                 | Emmanuel Collard Jean-Christophe Boullion | 238   | Abandon | Abandon    |
| 2009  | LMP1     | 3   | M           | Audi R15 TDI Audi TDI 5.5L Turbo V12 (Diesel)       | Audi Sport Team Joest           | Timo Bernhard Alexandre Prémat            | 333   | 17      | 13         |
| 2010  | LMP1     | 9   | M           | Audi R15+ TDI Audi TDI 5.5L Turbo V12 (Diesel)      | Audi Sport North America        | Mike Rockenfeller Timo Bernhard           | 397   | 1er     | 1er        |
| 2011  | LMP1     | 1   | M           | Audi R18 TDI Audi TDI 3.7L Turbo V6 (Diesel)        | Audi Sport Team Joest           | Timo Bernhard Mike Rockenfeller           | 116   | Abandon | Abandon    |
| 2012  | LMP1     | 3   | M           | Audi R18 Ultra Audi TDI 3.7L Turbo V6 (Diesel)      | Audi Sport Team Joest           | Marc Gené Loïc Duval                      | 366   | 5       | 5          |
| 2013  | GTE Pro  | 92  | M           | Porsche 911 RSR (991)                               | Porsche AG Team Manthey         | Marc Lieb Richard Lietz                   | 315   | 16      | 1er        |
| 2014  | LMP1-H   | 14  | M           | Porsche 919 Hybrid                                  | Porsche Team                    | Marc Lieb Neel Jani                       | 348   | 11      | 4          |
| 2015  | LMP1     | 18  | M           | Porsche 919 Hybrid                                  | Porsche Team                    | Marc Lieb Neel Jani                       | 391   | 11      | 5          |
| 2016  | LMP1     | 2   | M           | Porsche 919 Hybrid                                  | Porsche Team                    | Marc Lieb Neel Jani                       | 384   | 1er     | 1er        |
| 2017  | LMP2     | 36  | D           | Alpine A470 Gibson GK428 4.2 L V8                   | Signatech Alpine Matmut         | Gustavo Menezes Matthew Rao               | 362   | 10      | 8          |
| 2018  | GTE Pro  | 94  | M           | Porsche 911 RSR                                     | Porsche GT Team                 | Timo Bernhard Sven Müller                 | 92    | Abandon | Abandon    |
| 2019  | LMP2     | 30  | M           | Oreca 07-Gibson                                     | Duqueine Engineering            | Nicolas Jamin Pierre Ragues               | 363   | 12      | 7          |
| 2020  | LMP1     | 3   | M           | Rebellion R13                                       | Rebellion Racing                | Nathannaël Berthon Louis Delétraz         | 381   | 4       | 4          |
| 2021  | Hypercar | 709 | M           | SCG 007 LMH                                         | Glickenhaus Racing              | Richard Westbrook Ryan Briscoe            | 364   | 5       | 5          |
| 2022  | Hypercar | 708 | M           | SCG 007 LMH                                         | Glickenhaus Racing              | Olivier Pla Pipo Derani                   | 370   | 4       | 4          |
| 2023  | Hypercar | 708 | M           | SCG 007 LMH                                         | Glickenhaus Racing              | Olivier Pla Ryan Briscoe                  | 335   | 6       | 6          |